# リサ・ジェラルド
リサ・ジェラルド（英語: Lisa Gerrard、1961年4月12日 - ）は、オーストラリア出身の作曲家・歌手。声の範囲はコントラルト。

## 経歴
メルボルンにて、アイルランド移民の子として生まれる。移民の家族であったことから世界の様々な音楽に親しみ、後の音楽性につながった。
1981年にブレンダン・ペリーとともにデッド・カン・ダンスを結成し公的な音楽活動を始めた。翌年、音楽活動を成功させるためペリーと共にオーストラリアからイギリスに移住（グループとしての活動は「デッド・カン・ダンス」を参照のこと）。
その活動の傍らで制作されたソロ・アルバム『ザ・ミラー・プール』（1995年）は故郷オーストラリアで録音され、そのアルバムにはアメリカ映画『ヒート』に提供した2曲も収録された。
1996年にデッド・カン・ダンスが解散した後は現在までソロ活動や他ミュージシャンとのコラボレーションを行う。2000年、映画『グラディエーター』に楽曲を提供、同作品の主題歌「ついに自由に(Now We Are Free)」を歌い、ハンス・ジマーと共にゴールデングローブ賞の音楽賞を受賞、これにより、それまで一部の音楽マニアにしか知られていなかった彼女の名が世界に広く知られるようになった。また、2006年に長年にわたって作品を提供してきた4ADレーベルを離脱し心機一転させ、ソロアルバム『The Silver Tree』をリリースした。
2008年に日本映画『ICHI』（曽利文彦監督）のサントラを担当。2010年には大河ドラマ『龍馬伝』のメイン・テーマ曲を歌唱している。
現在はオーストラリアに在住。 

## ディスコグラフィ

### ソロ・アルバム
- 『ザ・ミラー・プール』 - The Mirror Pool （1995年）
- Whale Rider （2003年） ※サウンドトラック
- The Silver Tree （2006年）
- 『ベスト・オブ・リサ・ジェラルド』 - The Best of Lisa Gerrard （2007年）

### コラボレーション・アルバム
- ディス・モータル・コイル 『イット・ウィル・エンド・イン・ティアーズ』 - It'll End in Tears （1984年）
- Duality （1998年） ※Pieter Bourkeと
- Immortal Memory （2004年） ※Patrick Cassidyと
- 『マイ・ボディガード』 （2004年） ※映画サウンドトラック。ハリー・グレッグソン＝ウィリアムズと
- A Thousand Roads （2005年） ※Jeff Ronaと
- Ashes and Snow （2006年） ※Patrick Cassidyと
- Farscape （2008年） ※クラウス・シュルツェと
- 『ICHI』 （2008年） ※映画サウンドトラック。Michael Edwardsと
- 『龍馬伝』 （2010年） ※ドラマ・サウンドトラック。佐藤直紀と